# Enriko Kehl
Enriko Kehl (ur. 19 lutego 1992 w Wetzlar) – niemiecki kick-boxer oraz zawodnik muay thai, zwycięzca turnieju K-1 World MAX z 2014. Poza tym posiadacz pasów m.in. ISKA oraz WKU.

## Kariera sportowa
W latach 2011–2012 medalista amatorskich mistrzostw IFMA. W 2012 zdobył pierwszy zawodowy tytuł MTBD. W 2013 został mistrzem świata ISKA oriental rules w kat. 75 kg. Na przełomie 2013-2014 wygrał prestiżowy turniej K-1 World MAX pokonując w finale w kontrowersyjnych okolicznościach utytułowanego Taja Buakawa Banchameka przez dyskwalifikację - Banchamek opuścił ring po ogłoszeniu przez sędziów remisu po trzech rundach i zarządzeniu dodatkowej, czwartej rundy. Niecały miesiąc później zdobył mistrzostwo WKU nokautując Abdoula Touré.

## Osiągnięcia
Amatorskie:
- 2011: Mistrzostwa Europy IFMA w boksie tajskim - 3. miejsce w kat. -71 kg
- 2012: Puchar Europy IFMA w boksie tajskim - 1. miejsce w kat. -75 kg

Zawodowe:
- 2012: mistrz Niemiec MTBD Muay Thai w wadze średniej (-75 kg)
- 2013: mistrz świata ISKA Oriental Rules w wadze średniej (-75 kg)
- 2013: mistrz MixFight Gala Muay Thai w wadze średniej (-72 kg)
- 2014: Zwycięzca K-1 World MAX 2014
- 2014: mistrz świata WKU Thaiboxing Rules w wadze lekkiej (-70 kg)
- 2015: mistrz świata WFMC Oriental Rules w wadze lekko średniej (-72,3 kg)
- 2016: Wu Lin Feng World 70 kg Tournament Group C - 1. miejsce w turnieju wagi lekkiej
- 2016: mistrz MixFight Gala w wadze lekkiej
- 2017: Wu Lin Feng World 70 kg Tournament Final - finalista turnieju wagi lekkiej